# Lipinki (Powiat Gorlicki)

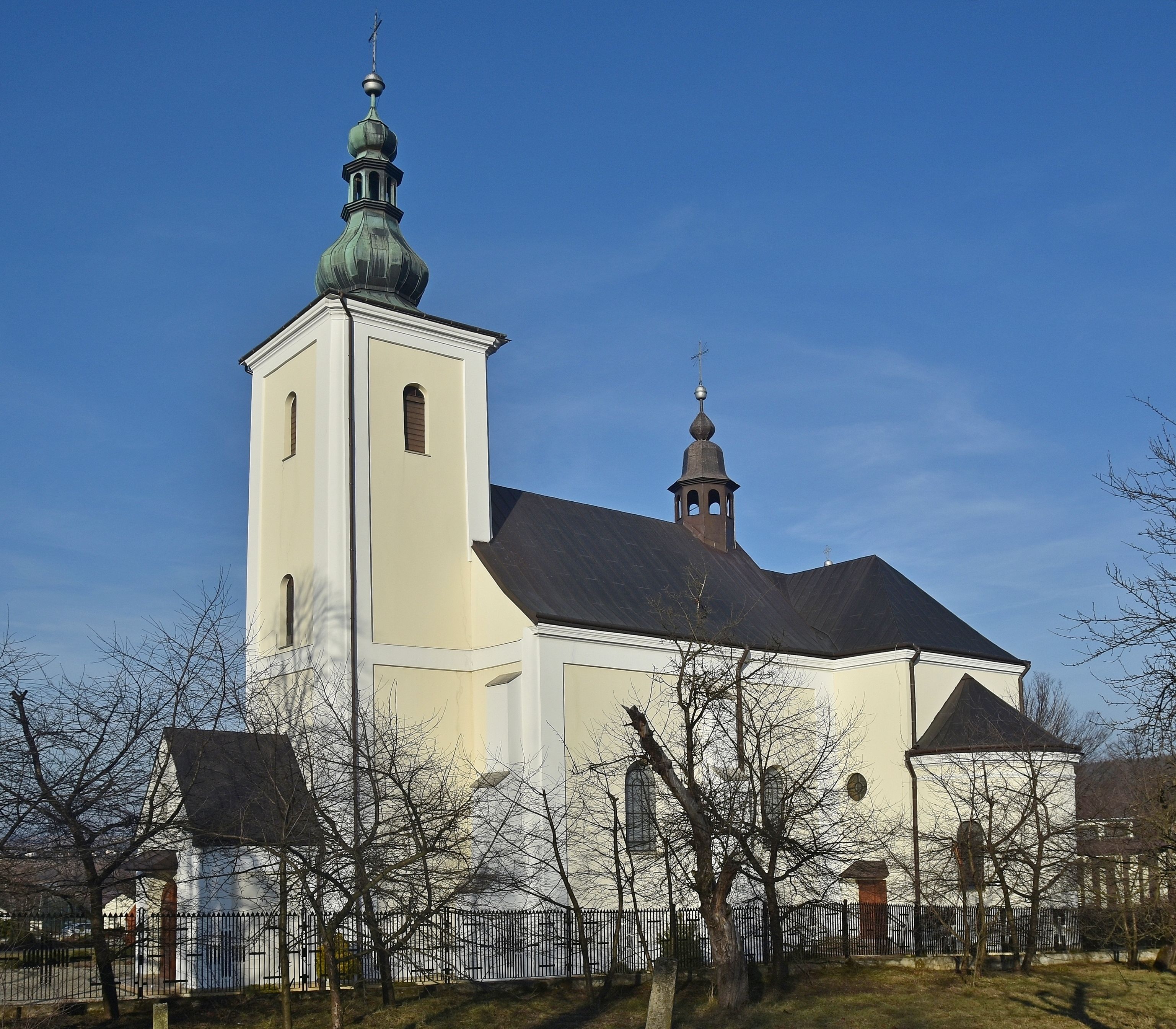
Altes Sanktuarium

Lipinki ist eine Ortschaft mit einem Schulzenamt der Gemeinde Lipinki im Powiat Gorlicki der Woiwodschaft Kleinpolen in Polen.

## Geographie
Der Ort liegt im westlichen Jasło-Gebirge am Fluss Lubuszanka, einem rechten Zufluss der Ropa, 4 km südlich der Stadt Biecz und 5 km östlich der Stadt Gorlice. Die Nachbarorte sind Wójtowa im Norden, Pagorzyna und Bednarka im Osten, Rozdziele im Süden, sowie Kryg und Libusza im Westen.

## Geschichte
Der Ort wurde im Jahr 1363 im Wald namens Brunow laut einem Gründungsprivileg Kasimirs des Großen nach Deutschem Recht auf 70 fränkischen Hufen gegründet (villam novam in silva nostra Brunow Las wlgariter dicta (..) locandi damus). Der Gründer und der erste Schulz war Michael aus der Stadt Teschen in Schlesien.
Der Ortsname, früher auch Lypnik, Leypnik (1397), ist vom Appellativ lipnik (Lindenhain) abgeleitet.
Der Ort gehörte zunächst zum Königreich Polen (ab 1569 Adelsrepublik Polen-Litauen), Woiwodschaft Krakau, Kreis Biecz. Bei der Ersten Teilung Polens kam Lipinki 1772 zum neuen Königreich Galizien und Lodomerien des habsburgischen Kaiserreichs (ab 1804). Ab dem Jahr 1855 gehörte Lipnik zum Bezirk Gorlice.

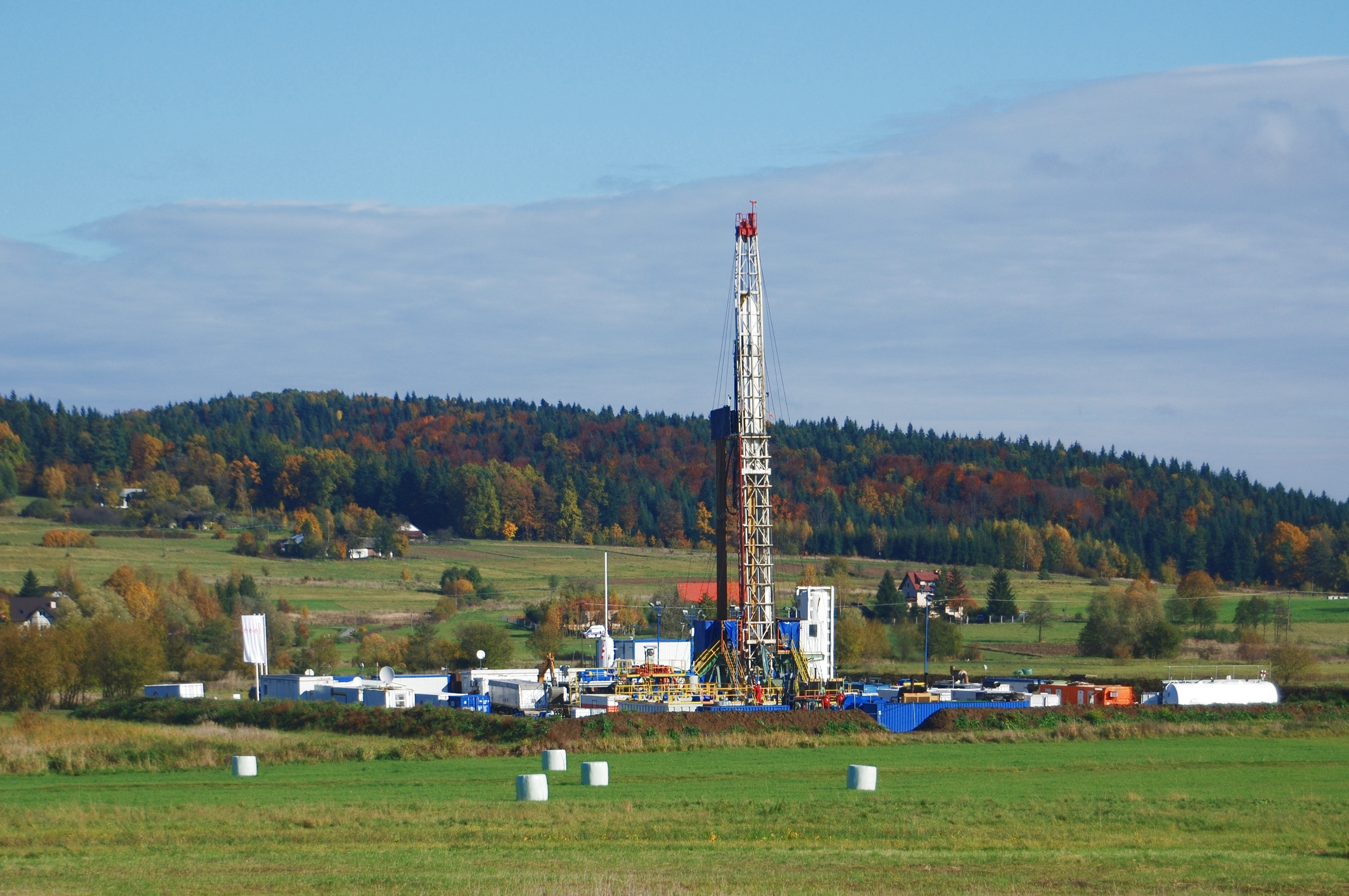
Förderung von Erdöl in Lipinki (2016)

Ab dem Jahr 1860 wurde bis heute Erdöl in Lipinki gefördert.
1918, nach dem Ende des Ersten Weltkriegs und dem Zusammenbruch der k.u.k. Monarchie, kam Lipinki zu Polen. Unterbrochen wurde dies nur durch die Besetzung Polens durch die Wehrmacht im Zweiten Weltkrieg.
Von 1975 bis 1998 gehörte Lipinki zur Woiwodschaft Krosno.